# Jacques de Corvo
Jacques de Corvo en latin Corvus (mort vers 1344) est un ecclésiastique qui fut évêque de Cornouaille en 1326 puis évêque de Toulon à partir de 1330.

## Biographie
Jacques de Corvo dit Corvus est un dominicain, évêque titulaire d'Agram, qui est nommé évêque de Cornouaille le 27 mars 1326 par le pape Jean XXII. Il réside encore à la curie en novembre 1330 avant d'être transféré sur le siège épiscopal de Toulon, où il meurt vers 1344.